# Lakeside Hammers
Lakeside Hammers är ett speedwaylag som grundades 1984. Laget kör i Elite Leugue (Elitserien). Klubbens största framgångar är silver 2008 och brons 2009 och 2011.

## A-lag 2011
- Lee Richardsson Lagkapten

- Jonas Davidsson

- Piotr Swiderski

- Peter Ljung

- Kauko Nieminen

- Stuart Robsson

- Kim Nilsson